# یوهان یوزف فون زملین
علی میرزا خان با نام کامل مصطفی علی میرزا خان، و لقب اشرافی اتریشی بارون یوهان یوزف فون زملین (آلمانی: Freiherr Johann Joseph von Semlin زادهٔ ۱۷۳۶ یا در برخی منابع ۱۷۳۰ در اصفهان، درگذشتهٔ ۱۳ فوریه ۱۸۲۴ در منطقهٔ لئوپولداشتات، وین) طبق تحقیقات تاریخ‌نگاران اروپایی فرزند کوچک نادرشاه بود. در دانشنامه بروک‌هاوس، نسخه سال ۱۸۵۵ و فرهنگ‌نامه مایر چاپ ۱۸۶۵ در مقاله نادرشاه چنین آمده: «پس از قتل نادرشاه و خاندان او، یکی از فرزندان او به نام علی میرزا خان که نادرشاه او را برای پادشاهی هندوستان تعیین کرده بود، توسط یاران وفادار نادرشاه نجات داده شده و نزد ماریا ترزا، حاکم اتریش و مجارستان و امپراتریس مقدس روم سپرده می‌شود. ماریا ترزیا این پسر را پس از بررسی مدارک همراه و برخی تحقیقات، به همراه نشان و پرچم ویژه خاندان بارون فون زملین می‌نامد.» پس از مدتی ماریا ترزیا پسر ۱۰ ساله را در تاریخ ۱۰ مارس ۱۷۵۵ به همراه بارون کوتک (Kotek) به اردویی در گراتس می‌فرستد تا در آنجا زبان آلمانی، آیین و رسم‌های اروپا را فراگیرد. علی میرزا خان در ۲۵ ژانویه ۱۷۵۶ در گراتس به عنوان مسیحی کاتولیک غسل داده شد و پس از دو سال به وین بازگشت.

## زندگی

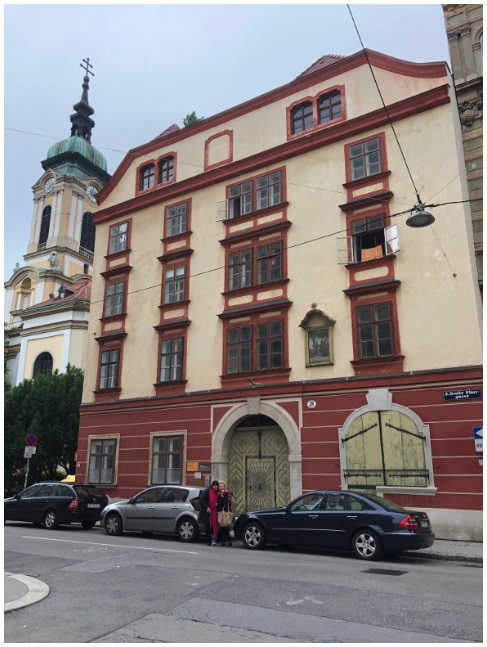
آخرین خانه علی میرزا خان در بخش لئوپولداشتات (ناحیه ۲) شهر وین

علی میرزا خان پس از آموزش‌های لازم در دانشگاه جنگ وین به ارتش اتریش پیوست و به مرور زمان به درجات بالا رسید. او برای مدتی به ارتش روسیه ملحق و در جنگ هفت ساله شرکت نمود و در انتها نایل به دریافت درجه افتخار گشت. او در جنگ توسط ارتش پروس اسیر شد و چون در هنگ (یا گردان؟) خود به شاهزاده ایرانی معروف بود و او را چنین خطاب می‌کردند پادشاه پروس فریدریش دوم از وجود او مطلع گشت و او را به قصر خود فراخواند. او پس از چند روز گفتگو با علی میرزا او را به همراهی چند سرباز نزد مادر تعمیدی خود ملکه اتریش بازگرداند. علی میرزا خان در این جنگ دو بار مجروح شده بود و مدتی بعد در سال ۱۷۹۲ م به همین خاطر با حقوق ۸۱۰ گیلدر اتریش در ماه، با درجه سرگردی بازنشست شد. علی میرزا خان در سنین کهولت معروفیت چشمگیری در شهر یافته بود و از رجال شهر محسوب می‌شد. به همین خاطر دولت فرانسه متوجه او شد و سفیر ناپلئون بناپارت به فرمان شاه به او رجوع کرده از او خواست که حق سهمی خود را نسبت به تاج و تخت ایران به ناپلئون واگذار کند. او در جواب گفت، نه او و نه فرزندانش حتی خواب تخت طاووس را نیز نمی‌بینند و اگر کوچک‌ترین حقی هم نسبت به تاج و تخت ایران می‌داشت آن را به فرانتس واگذار می‌کرد که حتی در سنین کهولت نیز حامی او است.
علی میرزا خان تا آخر عمر قبض رسید حقوق بازنشستگی خود را با نام علی میرزا خان امضا می‌کرد. او و همسر ترک تبارش «روزا فون زملین» که او نیز نجیب‌زاده اتریشی شده بود (فوت در سال ۱۸۳۷ در ۶۲ سالگی)، دو پسر به نام‌های یحیی و یوسف داشتند (احتمالاً از همسر قبلی علی میرزا خان) که هردو در بزرگسالی به ارتش اتریش ملحق شدند. سرنوشت دو فرزند روشن نیست. در برخی منابع گفته شده که فرزند بزرگتر در خانه مجروحان جنگی وین ماندگار شد و به روایتی دیگر این دو پسر بعدها به آلمان مهاجرت کردند.

## درگذشت
علی میرزا خان در اواخر عمر از شهر مودلینگ به شهر وین نقل مکان کرده بود و بانوی صاحب خانه از او پرستاری می‌کرد. علی میرزا خان تقریباً در ۹۴ سالگی در تاریخ ۱۳ فوریه ۱۸۲۴ در بخش لئوپولداشتات شهر وین در خانه‌ای بنام Zum grünen Thor، واقع در خیابان Praterstraße به‌خاطر کهولت درگذشت و طبق اسناد متوفیات کلیسای زانکت نپُمُک در تاریخ ۱۵ فوریه ۱۸۲۴ در گورستان زانکت مارکس فریدهوف به خاک سپرده شد. بنا بر وصیت‌نامه علی میرزا خان، به هر فرد فقیری که در خاک‌سپاری او شرکت داشت ۵ گیلدر و بخشی دیگر از دارایی او به خانه معلولان یا مجروحان جنگی شهر وین داده شد.

## یادداشت
1. ↑  برابر با ۱۱۱۵ خورشیدی
2. ↑  برابر با ۱۱۰۹ خورشیدی
3. ↑  برابر با ۲۳ بهمن ۱۲۰۲ خورشیدی
4. ↑  سملین یا زملین (گویش آلمانی) از سال ۱۹۴۵ با نام زمون بخشی از شهر بلگراد پایتخت صربستان است.